# 錦町 (横浜市)
錦町（にしきちょう）は、神奈川県横浜市中区の町名。住居表示は未実施で、丁目は設けられていない。

## 地理
中区の東部、東京湾に面した本牧地先の埋立地に位置する。北側は本牧ふ頭、内陸側は北から小港町、本牧十二天、本牧原、本牧元町、南側はかもめ町に隣接する。日産自動車専用埠頭や三菱重工業横浜製作所、日本通運の物流施設など大型施設が立地し。本牧ふ頭との境界の突端には本牧漁港がある。町の北部には本牧ポートハイツがあり、同時期に埋め立てられた豊浦町とは異なり住民は1000世帯を越える。
町の西端を国道357号とその上部に首都高速湾岸線が通る。国道に沿って貨物専用の神奈川臨海鉄道本牧線の線路があり、町内に横浜本牧駅が開設されている。横浜駅・桜木町駅、根岸駅から町内へは横浜市営バスの複数の路線が運行されている。

## 歴史
昭和30年代までの本牧付近の海岸線は概ね小港橋付近－大鳥中学校裏－国道357号沿いで、錦町に相当する部分には海水浴場もあった。1963年（昭和38年）より埋立が始まり、1967年11月10日に錦町が新設された。地名は縁起を祝った瑞祥地名である。

## 世帯数と人口
2025年（令和7年）6月30日現在（横浜市発表）の世帯数と人口は以下の通りである。
| 町丁 | 世帯数    | 人口    |
| ---- | --------- | ------- |
| 錦町 | 1,023世帯 | 1,537人 |

### 人口の変遷
国勢調査による人口の推移。
| 年                 | 人口  |
| ------------------ | ----- |
| 1995年（平成7年）  | 4,210 |
| 2000年（平成12年） | 3,791 |
| 2005年（平成17年） | 3,392 |
| 2010年（平成22年） | 3,190 |
| 2015年（平成27年） | 2,430 |
| 2020年（令和2年）  | 1,880 |

### 世帯数の変遷
国勢調査による世帯数の推移。
| 年                 | 世帯数 |
| ------------------ | ------ |
| 1995年（平成7年）  | 1,784  |
| 2000年（平成12年） | 1,793  |
| 2005年（平成17年） | 1,775  |
| 2010年（平成22年） | 1,777  |
| 2015年（平成27年） | 1,406  |
| 2020年（令和2年）  | 1,190  |

## 学区
市立小・中学校に通う場合、学区は以下の通りとなる（2024年11月時点）。
| 番・番地等 | 小学校               | 中学校             |
| ---------- | -------------------- | ------------------ |
| 全域       | 横浜市立本牧南小学校 | 横浜市立大鳥中学校 |

## 事業所
2021年現在の経済センサス調査による事業所数と従業員数は以下の通りである。
| 町丁 | 事業所数  | 従業員数 |
| ---- | --------- | -------- |
| 錦町 | 117事業所 | 3,286人  |

### 事業者数の変遷
経済センサスによる事業所数の推移。
| 年                 | 事業者数 |
| ------------------ | -------- |
| 2016年（平成28年） | 130      |
| 2021年（令和3年）  | 117      |

### 従業員数の変遷
経済センサスによる従業員数の推移。
| 年                 | 従業員数 |
| ------------------ | -------- |
| 2016年（平成28年） | 3,523    |
| 2021年（令和3年）  | 3,286    |

## その他

### 日本郵便
- 郵便番号：231-0812[3]（集配局：横浜港郵便局[19]）

### 警察
町内の警察の管轄区域は以下の通りである。
| 番・番地等 | 警察署     | 交番・駐在所 |
| ---------- | ---------- | ------------ |
| 全域       | 山手警察署 | 本牧ふ頭交番 |